# 黒須チヒロ
黒須チヒロ（くろす ちひろ）は、兵庫県神戸市出身の音楽プロデューサー、作詞家、作曲家、編曲家、ボーカル、実業家、プロモーター。作詞ネームは、黒須チヒロ、Chihiro Close、c.close、Chihiro Kurosu。

## 来歴
中学2年のとき英国のロックバンド・クイーンにハマりギターとピアノを習いコピーする。高校でバンドを結成してボーカル担当。ロックバンド・サイコベイビーズのボーカル、ギター、作詞・作曲担当。サイコベイビーズとして1994年にアミューズと契約し、日本コロムビアよりCDシングル5枚、CDアルバム3枚をリリースする。
1998年、MISIAのデビュー時からリリックプロデュースを担当。MISIAの1stアルバム『Mother Father Brother Sister』は第40回日本レコード大賞ベスト・アルバム賞を受賞。1999年、深田恭子の1stアルバム及びシングル3枚目まで全作品の作詞、2001年、MAXの作詞（リリックプロデュース）を担当。
2002年、アミューズと専属プロデューサーとして再契約。全国の芸能スクールを回り、新しい才能の発掘育成を手がける。2003年には自らが発掘したガールズバンド「クレイジーラブ」とともに独立。2004年、クレイジーラブがBMG JAPANからメジャー・デビュー。2005年、福岡に総合芸能スクール「ヴァンズエンタテイメント」を設立、「ホリプロ」と業務提携。

## 音楽家関連以外の活動
音楽関連以外では、世界的ダンスエンタテインメント・Legend Tokyoの運営理事。関西提携大会、九州提携大会に尽力。2016年から「UMU 全国ご当地アイドル No.1 決定戦」をホリプロより引き継いで運営。2017年から格闘技イベント・RIZIN運営サポート。eスポーツの韓国プロゲームチーム『Team MVP』のサポート。現役国会議員による音楽バンド『ギインズ』への楽曲提供。

## 人物
音楽誌から黒須の作詞の世界は『質が高い、作品が重い、重厚な良くも悪くも残る、軽く流す音楽に不向き』。作曲の世界は『ルーツが洋楽っぽい、イギリスのロック主体』と寸評される。
好きなアーティストはクイーンとプリンスで様式美と奥が深いところ。
影響を受けた人物は宮沢賢治（特に銀河鉄道の夜）。
交友関係は、タナカノリユキ、小森田実、堀義貴。
趣味は映画、フェデリコ・フェリーニ、スタンリー・キューブリックを敬愛。
特技は空手。中学1年からはじめ高校2年で師範代を取得。

## 楽曲提供
特記を除き全て作詞。
- 安全地帯 - 「雨のち晴れ」「ショコラ」、アルバム『安全地帯X〜雨のち晴れ〜』 全曲
- 華原朋美 - 「PLEASURE」
- サラ・オレイン
- JUNO - 日本デビュー曲「Fate」他
- SUPER JUNIOR - 「SORRY, SORRY（Japanese Version）」
  - SUPER JUNIOR-T×モエヤン - 「ロクゴ!」
  - ソンミン（SUPER JUNIOR-T）×モエヤン - 「明日のために、」（作詞・作曲）
- SMAP - 「shiosai」「Thousand Night」
- 東京女子流 - 「おんなじキモチ」「頑張って いつだって 信じてる」「キラリ☆」「ヒマワリと星屑」「Bad Flower」他
- ソ・ジソブ
- Noyori, 李浩 - 「Secret Love〜秘密的恋情〜」（作曲）
- 玉置成実 - 「Friends!」
- NEWS - 「Stand Up」
- BEAST - 「キミはどう?」 他
- V6 - 「キセキのはじまり」
- 深田恭子 - 「最後の果実」「イージーライダー」「煌きの瞬間」、アルバム『moon』全曲
- Folder5（Folder） - 「Ready!」「Liar」「サヨナラガイエナイ」
- MAX - 「Whispers」「Wired」「MUM」 他
- MISIA - 「恋する季節」「星の降る丘」「花/鳥/風/月」「SUNNY DAY」他（作詞)、「Fly away」（リリックプロデュース）
- 『ときめきメモリアル Only Love』 - オープニングテーマ「予感」、キャラクターソング「秘密」